# Günter Wallraff
Hans Günter Wallraff, né le 1er octobre 1942 à Burscheid près de Cologne, en Allemagne, est un journaliste d'investigation allemand.

## Biographie
Günter Wallraff se fit connaître par sa méthode d'enquête retentissante, qui fut parfois qualifiée de « wallraffienne » en Allemagne. Son principe d'investigation est basé sur l'expérience personnelle, au cours d'une infiltration dans l'environnement proche de la cible du reportage. Wallraff adopta à chaque fois une identité fictive et n'était donc pas reconnaissable comme journaliste. Il écrivit ainsi des livres dénonçant certaines situations sociales et essayant d'apporter un nouveau regard sur le fonctionnement de la société.
Les intéressés critiquèrent fréquemment la méthode d'enquête de Wallraff, comme ayant porté atteinte à leur vie privée ou mis en péril de prétendus secrets professionnels. On essaya par conséquent souvent d'entraver ses enquêtes. En particulier, le Bild-Zeitung tenta de le faire après avoir été le sujet d'un de ses livres. Les méthodes de Wallraff furent cependant toujours considérées comme conformes aux lois par les juges. Les conclusions des tribunaux en faveur de Wallraff s'appuient sur la liberté de la presse et l'intérêt de la société, en particulier dans les domaines influençant la formation de l'opinion publique et les prises de décision politiques. Les victimes des reportages obtinrent cependant qu'il soit précisé, par exemple, qu'aucune conversation privée ne pouvait être divulguée.
Günter Wallraff fut parmi les premiers Allemands à faire objection de conscience à l'utilisation des armes pendant son service militaire. Malgré son objection de conscience, Wallraff dut intégrer la Bundeswehr. Mais comme il s'y refusait à utiliser une arme, il fut démobilisé  pour « inaptitude en temps de guerre et de paix », ce que les opposants à son travail rappellent volontiers.
En 1977, Wallraff travailla quatre mois sous l'identité de « Hans Esser », journaliste à la Bild-Zeitung de Hanovre. Dans les livres Le Journaliste indésirable et Zeugen der Anklage (« témoin à charge »), il décrit son expérience à la rédaction du journal, et les méthodes d'investigation bafouant parfois la vie privée. La Bild-Zeitung poursuivit Wallraff en justice jusqu'en 1981, se présentant devant chaque instance juridique jusqu'au Tribunal constitutionnel fédéral. Le recours constitutionnel qui suivit aboutit même, en 1983, à un jugement du Tribunal constitutionnel fédéral en sa faveur. En 1987, le journaliste Hermann L. Gremliza affirma avoir rédigé une partie du livre Le Journaliste indésirable à la place de Wallraff.
En 1980, Wallraff traduisit avec des artistes allemands comme Wolf Biermann les paroles du groupe néerlandais Bots en allemand pour l'album Aufstehn!. Il en sortit entre autres le succès musical Sieben Tage lang.
En 1985-1986, dans un même genre de journalisme d'investigation, Wallraff se crée une identité de travailleur turc, Ali Sinirlioglu (n.b : les Turcs sont la plus forte population immigrée en Allemagne), prêt à faire tout travail (entre autres, il travaille quelques mois pour l'entreprise sidérurgique Thyssen). Il raconte dans le livre Tête de turc sa descente aux enfers, les brimades reçues, les conditions de travail épouvantables que subissent les travailleurs turcs immigrés en Allemagne.
En septembre 2003, pendant l'examen des dossiers « Rosenholz » par la mission d'enquête sur la Stasi, on entendit dire que Wallraff avait été lié à la Stasi dans les années 1960. Wallraff contesta avoir jamais travaillé activement pour la Stasi. Le 17 décembre 2004, à la suite de la plainte de Wallraff contre les éditions Springer, qui l'avaient plusieurs fois décrit comme collaborateur de la Stasi, le tribunal de Hambourg jugea qu'au vu des documents présentés par Springer, il n'y avait aucune preuve des accusations portées, et que par conséquent de telles affirmations ne pouvaient pas être réitérées. Le 10 janvier 2006, la Cour d'appel de Hambourg confirma ce jugement au détriment des éditions Springer.
En 2009, il publie dans Die Zeit un article sur le quotidien des SDF des grandes villes allemandes l'hiver, toujours avec un déguisement et une fausse identité.
En 2010, est sorti son livre Parmi les perdants du meilleur des mondes, dans lequel il reprend, en plus de son article sur les SDF, différentes enquêtes comme celle où il se glisse dans la peau d'un noir, d'un ouvrier d'une boulangerie industrielle, d'un chef d'entreprise…

## Publications
- Nous avons besoin de Toi, Rütten et Loenig, München, 1966 - Vie d'ouvrier de fabrique en Allemagne
- Le Journaliste indésirable, François Maspero, Paris, 1978  (ISBN 270711023X) - Enquête à la Bild-Zeitung.
- Rapports (avec Heinrich Böll), François Maspero, Paris, 1980
- Tête de turc, La Découverte, Paris, 1986  (ISBN 978-2-7071-1608-6) - Le destin des immigrés en situation irrégulière dans la Ruhr.
- La Vérité comme une arme, La Découverte, Paris, 1989  (ISBN 2707118494) - Recueil de textes sur 25 ans de journalisme d'investigation.
- 2009, publie dans Die Zeit un article « Dans le froid » sur la vie des SDF en Allemagne. Il a notamment passé avec les SDF la nuit du 24 décembre dans la rue à Cologne, où un SDF est mort depuis ; à Hanovre, il a dormi dans un Bunker sans portes, et a réussi de justesse à échapper à un agresseur.
- Parmi les perdants du meilleur des mondes, La Découverte, Paris, 2010  (ISBN 978-2-7071-6021-8)

## Radio
- Ketten aus Kalthof, documentaire radiophonique de Günter Wallraff, réalisation : Fritz-Ernst Fechner, 42 min 30 s, diffusé sur Berliner Rundfunk, 27 juin 1970[6].

## Filmographie
- Noir sur blanc : voyage en Allemagne, film documentaire de Pagonis Pagonakis et Susanne Jäger, Allemagne, 2009, 90 min, diffusé sur Arte le 25 janvier 2011.
- L'Affaire Wallraff (The Man Inside) réalisé par Bobby Roth (1990) : scénariste, musique du film par Tangerine Dream.